# Sabethes cyaneus
Sabethes cyaneus är en tvåvingeart som först beskrevs av Fabricius 1805.  Sabethes cyaneus ingår i släktet Sabethes och familjen stickmyggor. Inga underarter finns listade i Catalogue of Life.